# Ancistroceroides mearimensis
Ancistroceroides mearimensis är en stekelart som först beskrevs av Edoardo Zavattari.
Ancistroceroides mearimensis ingår i släktet Ancistroceroides och familjen Eumenidae. Inga underarter finns listade i Catalogue of Life.